# Сокиричі
Соки́ричі — село в Україні, у Ківерцівській міській громаді Луцького району Волинської області. Населення становить 640 осіб.
Через село проходить траса сполученням Луцьк — Маневичі

## Історія
У 1906 році село Тростянецької волості Луцького повіту Волинської губернії. Відстань від повітового міста 12 верст, від волості 12. Дворів 14, мешканців 103. В 1946 році село Сокиричі було об'єднано з селом Вілька, яке на той займало більшу площу в декілька раз переважало над кількістю жителів, проте через побудову моста через річку Конопелька було вирішено залишити назву Сокиричі[джерело?].
До 8 серпня 2018 року село належало до Сокиричівської сільської ради.
У 2020 році під загрозою опинилися гарні дорожні павільйони (автобусні зупинки) у селі Сокиричі на Волині. Один із них прикрашений роботою художника Віктора Шингура.
19 липня 2020 року, в результаті адміністративно-територіальної реформи та ліквідації Ківерцівського району, село увійшло до складу Луцького району.

## Населення
Згідно з переписом УРСР 1989 року чисельність наявного населення села становила 749 осіб, з яких 335 чоловіків та 414 жінок.
За переписом населення України 2001 року в селі мешкало 638 осіб.

### Мова
Розподіл населення за рідною мовою за даними перепису 2001 року:
| Мова       | Відсоток |
| ---------- | -------- |
| українська | 98,44 %  |
| російська  | 1,25 %   |
| білоруська | 0,16 %   |
| молдовська | 0,16 %   |

## Організації та підприємства
- Волинське училище міліції